# 庄野俊哉
庄野 俊哉（しょうの としや、1965年12月11日 - ）は、東海テレビ放送のアナウンサー。

## 来歴・人物
兵庫県西宮市出身で、兵庫県立西宮南高等学校を経て立命館大学文学部へ進学。大学卒業後の1988年4月1日付で、アナウンサーとして東海テレビ放送へ入社した。報道・情報番組を主に担当。
2007年7月から3年間は、本社のアナウンス部を離れて、東京支社で（当時平日の昼間に放送されていた）自社制作の帯ドラマの宣伝業務へ専念していた。
2010年7月から、本社のアナウンス部へ復帰したことを機にアナウンサーの活動を再開。2013年4月から3年間にわたって、アナウンス部長を務めた。
その一方で、中日新聞朝刊の生活面に毎日掲載されている『くらしの作文』（読者からの投稿で構成される500字前後のコラム）を音読する」という試みを、アナウンス部長時代の2015年から開始。自身が「手本」になって『くらしの作文』を音読した音源を、新聞休刊日を除く毎日、東海テレビ公式サイトの専用ページ（#外部リンクを参照）で公開している。音源については自分でICレコーダーに収録しているとのことで、音読の音源を公開したコラムは、2021年6月2日の時点で2,000作にまで達している。以上の試みは、放送対象地域の中京広域圏で「音読の会」（自身の主宰による高齢者向けの新聞音読講座）の開催などに波及。
2021年7月13日には、前年来の新型コロナウイルス感染拡大への防止策としてマスクの着用が社会で広く求められていることを背景に執筆した著書『マスクをしても「通る声」をつくる!声のプロが教えるすっきり3分音読』が旬報社から発売された。

## 担当番組

### 現在
- メッセージ1
- ちゃーじ（ナレーション）
- FNN Live News days（ローカルパート）
- FNN Live News α（ローカルパート）
- FNN東海テレニュース
- めざましテレビ（ローカルパート）
- めざましどようび（ローカルパート）
- すぽると!（ローカルパート）

### 過去
- ぴーかんテレビ 元気がいいね! 第2代司会（2000年 - 2006年）
- 名古屋国際女子マラソン中継（2004・2005年）
- ごはんの学校
- FNN東海テレビスーパーニュース平日版メインキャスター（2011・2012年度）
- 検証 ぴーかんテレビ不適切放送 ～なぜ私たちは間違いを犯したのか～（2011年8月30日）

## 著書
- 『マスクをしても「通る声」をつくる!声のプロが教えるすっきり3分音読』（旬報社、2021年7月13日初版刊行、ISBN 978-4-8451-1702-4）